# A Pécsi Mecsek FC 2006–2007-es szezonja
A Pécsi Mecsek FC 2006–2007-es szezonja szócikk a Pécsi Mecsek FC első számú férfi labdarúgócsapatának egy szezonjáról szól, mely összességében a 46. idénye a csapatnak a magyar első osztályban. A klub fennállásának ekkor volt az 56. évfordulója.

## Mérkőzések
| Színmagyarázat | Színmagyarázat |
| -------------- | -------------- |
|                | Győzelem.      |
|                | Döntetlen.     |
|                | Vereség.       |

### Borsodi Liga 2006–07

#### Őszi fordulók
| 1. forduló 2006. július 29. 20:00 |

| Debreceni VSC                              | 2 – 1               | Pécsi MFC           |
| ------------------------------------------ | ------------------- | ------------------- |
| Sidibe 9' Kiss 47' Balogh 32' Szatmári 63' | (1 – 1) Jegyzőkönyv | Pest 40' Lantos 68' |

| Oláh Gábor utcai stadion, Debrecen Nézőszám: 5 000 Játékvezető: Török Károly (magyar) |

| 2. forduló 2006. augusztus 5. 20:00 |

| Pécsi MFC                                                         | 3 – 3               | FC Tatabánya                                                     |
| ----------------------------------------------------------------- | ------------------- | ---------------------------------------------------------------- |
| Nógrádi 23' Lukács 27' Horváth 84' Pest 35' Dienes 45' Lantos 78' | (2 – 0) Jegyzőkönyv | Kouemaha 56' 90+1' 90+2' Márkus 68' Filó 16' Nagy 87' Bakrać 90' |

| PMFC Stadion, Pécs Nézőszám: 1 000 Játékvezető: Szilasi Szabolcs (magyar) |

| 3. forduló 2006. augusztus 19. 19:00 |

| FC Fehérvár          | 2 – 2               | Pécsi MFC                                                   |
| -------------------- | ------------------- | ----------------------------------------------------------- |
| Farkas 47' Sitku 82' | (0 – 2) Jegyzőkönyv | Pest 15' Nógrádi 45' Szekeres 37' Pavičević 57' Herbert 80' |

| Sóstói Stadion, Székesfehérvár Nézőszám: 2 500 Játékvezető: Gergely Sándor (magyar) |

| 4. forduló 2006. augusztus 26. 17:00 |

| Pécsi MFC   | 0 – 1               | MTK Budapest               |
| ----------- | ------------------- | -------------------------- |
| Balaskó 29' | (0 – 0) Jegyzőkönyv | Czvitkovics 58' Zsidai 83' |

| PMFC Stadion, Pécs Nézőszám: 1 600 Játékvezető: Bognár Tamás (magyar) |

| 5. forduló 2006. szeptember 8. 19:00 |

| Diósgyőr    | 1 – 3               | Pécsi MFC                                                         |
| ----------- | ------------------- | ----------------------------------------------------------------- |
| Simon 90+1' | (0 – 2) Jegyzőkönyv | Kulcsár 1' Pest 3' Balaskó 78' Dienes 17' Pavičević 29' Finta 56' |

| DVTK-stadion, Miskolc Nézőszám: 4 500 Játékvezető: Mészáros István (magyar) |

| 6. forduló 2006. szeptember 16. 19:00 |

| Pécsi MFC             | 0 – 0               | Győri ETO            |
| --------------------- | ------------------- | -------------------- |
| Sipos 39' Kulcsár 56' | (0 – 0) Jegyzőkönyv | Granát 5' Mátyus 56' |

| PMFC Stadion, Pécs Nézőszám: 1 500 Játékvezető: Arany Tamás (magyar) |

| 7. forduló 2006. szeptember 24. 16:00 |

| Újpest                        | 1 – 0               | Pécsi MFC             |
| ----------------------------- | ------------------- | --------------------- |
| Nagy 80' Tisza 31' Hullám 83' | (0 – 0) Jegyzőkönyv | Szekeres 30' Pest 65' |

| Budai II László Stadion, Budapest Nézőszám: 3 500 Játékvezető: Kassai Viktor (magyar) |

| 8. forduló 2006. szeptember 30. 16:00 |

| Pécsi MFC                                  | 2 – 2               | Rákospalotai EAC                                 |
| ------------------------------------------ | ------------------- | ------------------------------------------------ |
| Laki 79' Sipos 88' Bajúsz 9' Pavičević 40' | (0 – 1) Jegyzőkönyv | Kapcsos 12' Pusztai 86' Farkas 70' Horváth 90+1' |

| PMFC Stadion, Pécs Nézőszám: 1 000 Játékvezető: Berger József (magyar) |

| 9. forduló 2006. október 14. 18:00 |

| Zalaegerszegi TE                                          | 4 – 1               | Pécsi MFC                                                          |
| --------------------------------------------------------- | ------------------- | ------------------------------------------------------------------ |
| Sebők J. 32' 84' Ferenczi 55' (11-esből) Simonfalvi 90+1' | (1 – 0) Jegyzőkönyv | Kulcsár 58' (11-esből) Szekeres 65' Nógrádi 65' Finta 73' Pest 88′ |

| ZTE Aréna, Zalaegerszeg Nézőszám: 6 000 Játékvezető: Szilasi Szabolcs (magyar) |

| 10. forduló 2006. október 21. 15:00 |

| Pécsi MFC                 | 0 – 0               | FC Sopron             |
| ------------------------- | ------------------- | --------------------- |
| Balaskó 37' Pavičević 52' | (0 – 0) Jegyzőkönyv | Demjén 37' Sifter 43' |

| PMFC Stadion, Pécs Nézőszám: 1 000 Játékvezető: Török Károly (magyar) |

| 11. forduló 2006. október 28. 18:00 |

| Budapest Honvéd | 0 – 1               | Pécsi MFC     |
| --------------- | ------------------- | ------------- |
|                 | (0 – 0) Jegyzőkönyv | Finta 74' 17' |

| Béke téri stadion, Budapest Nézőszám: 500 Játékvezető: Mészáros István (magyar) |

| 12. forduló 2006. november 4. 13:30 |

| Paksi FC | 0 – 1               | Pécsi MFC           |
| -------- | ------------------- | ------------------- |
| Kiss 80' | (0 – 1) Jegyzőkönyv | Lantos 14' Pest 58' |

| Fehérvári úti stadion, Paks Nézőszám: 1 000 Játékvezető: Sápi Csaba (magyar) |

| 13. forduló 2006. november 11. 17:00 |

| Pécsi MFC                            | 2 – 1               | Vasas                                  |
| ------------------------------------ | ------------------- | -------------------------------------- |
| Kulcsár 24' 72' Lantos 33' Győri 78' | (1 – 0) Jegyzőkönyv | Tóth 90+2' 84' Ködöböcz 24' Kovács 51' |

| PMFC Stadion, Pécs Nézőszám: 1 000 Játékvezető: Bede Ferenc (magyar) |

| 14. forduló 2006. november 18. 16:00 |

| Kaposvári Rákóczi                                          | 1 – 2               | Pécsi MFC                                                               |
| ---------------------------------------------------------- | ------------------- | ----------------------------------------------------------------------- |
| Venczel 76' Varga 17' Zahorecz 29' Radics 37' Petrók 90+1′ | (0 – 0) Jegyzőkönyv | Kulcsár 56' 58' (11-esből) 90+2' Balaskó 23' Pavičević 28' Dienes 90+3' |

| Rákóczi Stadion, Kaposvár Nézőszám: 2 000 Játékvezető: Kassai Viktor (magyar) |

| 15. forduló 2006. november 25. 16:00 |

| Pécsi MFC                       | 1 – 1               | Dunakanyar-Vác                           |
| ------------------------------- | ------------------- | ---------------------------------------- |
| Szabados 85' Győri 54' Pest 66' | (0 – 0) Jegyzőkönyv | Vén 50' (11-esből) Laskai 64' Farkas 82' |

| PMFC Stadion, Pécs Nézőszám: 1 200 Játékvezető: Arany Tamás (magyar) |

| 16. forduló 2006. december 2. 15:00 |

| Pécsi MFC                            | 0 – 2               | Debreceni VSC                                 |
| ------------------------------------ | ------------------- | --------------------------------------------- |
| Pavičević 31' Kulcsár 42' Bajúsz 90' | (0 – 1) Jegyzőkönyv | Leandro 21' Sidibe 90+2' Sándor 71' Virág 76' |

| PMFC Stadion, Pécs Nézőszám: 1 300 Játékvezető: Iványi Zoltán (magyar) |

| 17. forduló 2006. december 10. 13:30 |

| FC Tatabánya                                                        | 4 – 0               | Pécsi MFC            |
| ------------------------------------------------------------------- | ------------------- | -------------------- |
| Ndjodo 34' Kouemaha 45' Hajdú 71' Vámosi 88' (11-esből) Kerényi 41' | (2 – 0) Jegyzőkönyv | Lantos 62′ Sipos 80' |

| Városi Stadion, Tatabánya Nézőszám: 2 000 Játékvezető: Sápi Csaba (magyar) |

#### Tavaszi fordulók
| 18. forduló 2007. február 24. 15:00 |

| Pécsi MFC                                                | 2 – 0               | FC Fehérvár                     |
| -------------------------------------------------------- | ------------------- | ------------------------------- |
| Lukács 8' Kulcsár 62' (11-esből) Pavičević 34' Varga 56' | (1 – 0) Jegyzőkönyv | Dvéri 42' Terjék 61' Farkas 89' |

| PMFC Stadion, Pécs Nézőszám: 1 500 Játékvezető: Bognár Tamás (magyar) |

| 19. forduló 2007. március 2. 19:00 |

| MTK Budapest | 0 – 0               | Pécsi MFC                            |
| ------------ | ------------------- | ------------------------------------ |
| Zsidai 65'   | (0 – 0) Jegyzőkönyv | Szatmári 4' Lantos 85' Pavičević 90' |

| Hidegkuti Nándor Stadion, Budapest Nézőszám: 1 500 Játékvezető: Solymosi Péter (magyar) |

| 20. forduló 2007. március 10. 16:00 |

| Pécsi MFC                               | 1 – 0               | Diósgyőr                               |
| --------------------------------------- | ------------------- | -------------------------------------- |
| Sztipánovics 34' Kulcsár 61' Lantos 81' | (1 – 0) Jegyzőkönyv | Kéthévoama 24' Binder 85' Halgas 90+3' |

| PMFC Stadion, Pécs Nézőszám: 1 000 Játékvezető: Mészáros István (magyar) |

| 21. forduló 2007. március 18. 15:00 |

| Győri ETO                     | 0 – 0               | Pécsi MFC |
| ----------------------------- | ------------------- | --------- |
| Kovács 19' Kiss 36' Nyári 90' | (0 – 0) Jegyzőkönyv |           |

| Ménfői úti stadion, Győr Nézőszám: 3 000 Játékvezető: Bede Ferenc (magyar) |

| 22. forduló 2007. március 31. 15:00 |

| Pécsi MFC  | 0 – 1               | Újpest                     |
| ---------- | ------------------- | -------------------------- |
| Lantos 60' | (0 – 0) Jegyzőkönyv | Vaskó 71' 52' Kisznyér 18' |

| PMFC Stadion, Pécs Nézőszám: 2 500 Játékvezető: Arany Tamás (magyar) |

| 23. forduló 2007. április 7. 16:30 |

| Rákospalotai EAC            | 1 – 0               | Pécsi MFC     |
| --------------------------- | ------------------- | ------------- |
| Polonkai 33' 74' Sallai 78' | (1 – 0) Jegyzőkönyv | Kulcsár 90+2' |

| Budai II László Stadion, Budapest Nézőszám: 1 000 Játékvezető: Szabó Zsolt (magyar) |

| 24. forduló 2007. április 14. 17:00 |

| Pécsi MFC                      | 1 – 1               | Zalaegerszegi TE |
| ------------------------------ | ------------------- | ---------------- |
| Nógrádi 79' Pest 65' Varga 90' | (0 – 1) Jegyzőkönyv | Waltner 4'       |

| PMFC Stadion, Pécs Nézőszám: 1 400 Játékvezető: Sápi Csaba (magyar) |

| 25. forduló 2007. április 21. 18:00 |

| FC Sopron                                           | 3 – 1               | Pécsi MFC                        |
| --------------------------------------------------- | ------------------- | -------------------------------- |
| Radu 8' Rus 38' 62' Magasföldi 89' 79' Munteanu 33' | (2 – 0) Jegyzőkönyv | Sipos 65' Varga 47' Szabados 54' |

| Káposztás utcai Stadion, Sopron Nézőszám: 2 000 Játékvezető: Solymosi Péter (magyar) |

| 26. forduló 2007. április 28. 17:00 |

| Pécsi MFC                 | 1 – 1               | Budapest Honvéd           |
| ------------------------- | ------------------- | ------------------------- |
| Lukács 47' 47' Dienes 61' | (1 – 0) Jegyzőkönyv | Pomper 89' 59' Vincze 22' |

| PMFC Stadion, Pécs Nézőszám: 1 500 Játékvezető: Bognár Tamás (magyar) |

| 27. forduló 2007. május 5. 18:00 |

| Pécsi MFC                          | 0 – 2               | Paksi FC                                                  |
| ---------------------------------- | ------------------- | --------------------------------------------------------- |
| Sólyom 1′ Dienes 23' Pavičević 28' | (0 – 2) Jegyzőkönyv | Horváth 28' Fehér 85' 66' Tamási 34' Molnár 82' Buzás 88' |

| PMFC Stadion, Pécs Nézőszám: 1 500 Játékvezető: Szabó Zsolt (magyar) |

| 28. forduló 2007. május 12. 18:00 |

| Vasas                                                | 3 – 3               | Pécsi MFC                                     |
| ---------------------------------------------------- | ------------------- | --------------------------------------------- |
| Kenesei 20' Lázok 63' Pandur 71' Pintér 38' Tóth 72' | (1 – 2) Jegyzőkönyv | Pest 17' 33' Kulcsár 88' Dienes 24' Finta 50' |

| Illovszky Rudolf Stadion, Budapest Nézőszám: 1 500 Játékvezető: Szilasi Szabolcs (magyar) |

| 29. forduló 2007. május 19. 19:00 |

| Pécsi MFC                                                     | 2 – 3               | Kaposvári Rákóczi                                             |
| ------------------------------------------------------------- | ------------------- | ------------------------------------------------------------- |
| Sztipánovics 4' Lukács 43' Pest 36' Szabados 55' Szekeres 72' | (2 – 0) Jegyzőkönyv | Oláh 48' Vasiljević 52' 74' (11-esből) Szakály 79' Maróti 86' |

| PMFC Stadion, Pécs Nézőszám: 1 600 Játékvezető: Vad II. István (magyar) |

| 30. forduló 2007. május 26. 18:00 |

| Dunakanyar-Vác                                | 1 – 1               | Pécsi MFC                              |
| --------------------------------------------- | ------------------- | -------------------------------------- |
| Bozori 83' Farkas 26' Palásthy 67' Makrai 68' | (0 – 0) Jegyzőkönyv | Horváth 73' Pavičević 63' Szabados 68' |

| Ligeti Stadion, Vác Nézőszám: 500 Játékvezető: Berger József (magyar) |

#### A bajnokság végeredménye
| #  | Csapat            | J  | Gy | D  | V  | Rg | Kg | Gk  | P  | Megjegyzés      |
| -- | ----------------- | -- | -- | -- | -- | -- | -- | --- | -- | --------------- |
| 1  | Debreceni VSC     | 30 | 22 | 3  | 5  | 63 | 21 | +42 | 69 | Bajnokok ligája |
| 2  | MTK Budapest      | 30 | 19 | 4  | 7  | 61 | 33 | +28 | 61 | UEFA-kupa       |
| 3  | Zalaegerszegi TE  | 30 | 17 | 4  | 9  | 54 | 38 | +16 | 55 |                 |
| 4  | Újpest            | 30 | 15 | 4  | 11 | 39 | 32 | +7  | 46 | [ 3 ]           |
| 5  | Vasas             | 30 | 13 | 6  | 11 | 43 | 41 | +2  | 45 |                 |
| 6  | FC Fehérvár       | 30 | 13 | 5  | 12 | 45 | 43 | +2  | 44 |                 |
| 7  | Kaposvári Rákóczi | 30 | 12 | 5  | 13 | 40 | 36 | +4  | 41 |                 |
| 8  | Budapest Honvéd   | 30 | 11 | 8  | 11 | 48 | 43 | +5  | 41 | UEFA-kupa       |
| 9  | Diósgyőr          | 30 | 11 | 5  | 14 | 40 | 52 | -12 | 38 |                 |
| 10 | FC Sopron         | 30 | 11 | 4  | 15 | 33 | 46 | -13 | 37 |                 |
| 11 | Paksi FC          | 30 | 10 | 7  | 13 | 34 | 38 | -4  | 37 |                 |
| 12 | FC Tatabánya      | 30 | 11 | 3  | 16 | 46 | 58 | -12 | 36 |                 |
| 13 | Győri ETO         | 30 | 9  | 8  | 13 | 37 | 43 | -6  | 35 |                 |
| 14 | Rákospalotai EAC  | 30 | 9  | 7  | 14 | 42 | 55 | -13 | 34 |                 |
| 15 | Pécsi MFC         | 30 | 7  | 12 | 11 | 31 | 41 | -10 | 33 | Kieső           |
| 16 | Dunakanyar-Vác    | 30 | 4  | 7  | 19 | 21 | 57 | -36 | 19 | Kieső           |

1. ↑  A Bajnokok Ligája selejtezőjének második körébe jut
2. ↑  Az UEFA-kupa selejtezőjének első fordulójába jut
3. ↑  az Újpest FC 3 pont levonást kapott
4. ↑  Az UEFA-kupa selejtezőjének első fordulójába jut (Magyar Kupa győztesként)

#### Eredmények összesítése
Az alábbi táblázatban összesítve szerepelnek a Pécsi Mecsek FC 2006/07-es bajnokságban elért eredményei.
| Ősz/tavasz (forduló)    | Otthon | Otthon | Otthon | Otthon | Otthon | Otthon | Otthon | Idegenben | Idegenben | Idegenben | Idegenben | Idegenben | Idegenben | Idegenben |
| Ősz/tavasz (forduló)    | M      | GY     | D      | V      | LG–KG  | GK     | P      | M         | GY        | D         | V         | LG–KG     | GK        | P         |
| ----------------------- | ------ | ------ | ------ | ------ | ------ | ------ | ------ | --------- | --------- | --------- | --------- | --------- | --------- | --------- |
| Őszi szezon (1–15.)     | 8      | 1      | 5      | 2      | 8–10   | –2     | 8      | 9         | 4         | 1         | 4         | 11–15     | –4        | 13        |
| Tavaszi szezon (16–30.) | 7      | 2      | 2      | 3      | 7–8    | –1     | 8      | 6         | 0         | 4         | 2         | 5–8       | –3        | 4         |
| Összesen (1–30.)        | 15     | 3      | 7      | 5      | 15–18  | –3     | 16     | 15        | 4         | 5         | 6         | 16–23     | –7        | 17        |

#### Helyezések fordulónként
| Forduló  | 1  | 2  | 3  | 4  | 5  | 6  | 7  | 8  | 9  | 10 | 11 | 12 | 13 | 14 | 15 | 16 | 17 | 18 | 19 | 20 | 21 | 22 | 23 | 24 | 25 | 26 | 27 | 28 | 29 | 30 |
| -------- | -- | -- | -- | -- | -- | -- | -- | -- | -- | -- | -- | -- | -- | -- | -- | -- | -- | -- | -- | -- | -- | -- | -- | -- | -- | -- | -- | -- | -- | -- |
| Helyszín | I  | O  | I  | O  | I  | O  | I  | O  | I  | O  | I  | I  | O  | I  | O  | O  | I  | O  | I  | O  | I  | O  | I  | O  | I  | O  | O  | I  | O  | I  |
| Eredmény | V  | D  | D  | V  | GY | D  | V  | D  | V  | D  | GY | GY | GY | GY | D  | V  | V  | GY | D  | GY | D  | V  | V  | D  | V  | D  | V  | D  | V  | D  |
| Helyezés | 10 | 11 | 12 | 14 | 11 | 13 | 13 | 14 | 14 | 14 | 13 | 12 | 9  | 7  | 8  | 9  | 9  | 8  | 8  | 8  | 8  | 8  | 10 | 11 | 13 | 12 | 14 | 15 | 15 | 15 |

Helyszín: O = Otthon; I = Idegenben. Eredmény: GY = Győzelem; D = Döntetlen; V = Vereség.

### Magyar kupa
4. forduló
| 2006. október 25. |

| Ferencváros                                            | 4 – 0               | Pécsi MFC       |
| ------------------------------------------------------ | ------------------- | --------------- |
| Tököli 38' Szalai 40' Tímár 78' 79' Csepregi 87' 90+1' | (2 – 0) Jegyzőkönyv | Horváth Zs. 75' |

| Üllői út, Budapest Nézőszám: 5 000 Játékvezető: Arany Tamás (magyar) |